# Museo etnico della civiltà salentina
Il Museo etnico della civiltà salentina "Agrilandia Museum" è un museo etnografico di Brindisi fondato da Marcello Agrifani che ne è l'attuale direttore.
Il museo offre al turista la possibilità di osservare sculture lignee e di pietra e numerosi reperti che risalgono agli ultimi 400 anni. Tali strumenti riguardano tra l'altro la lavorazione della terra, la coltivazione del grano, della vite e dell'ulivo. Più di 200 reperti sono stati classificati dalla sovraintendenza alle bele arti di Lecce, come reperti di rilevanza nazionale. Presenta inoltre soggetti interessanti come particolari attrezzi di lavoro come aratri, falci, seminatrici, mulini, orci di terracotta oltre a un'interessante descrizione dei cicli di lavorazione dell'olio, del latte, del grano e del vino nel Salento.